# Conflits préhistoriques

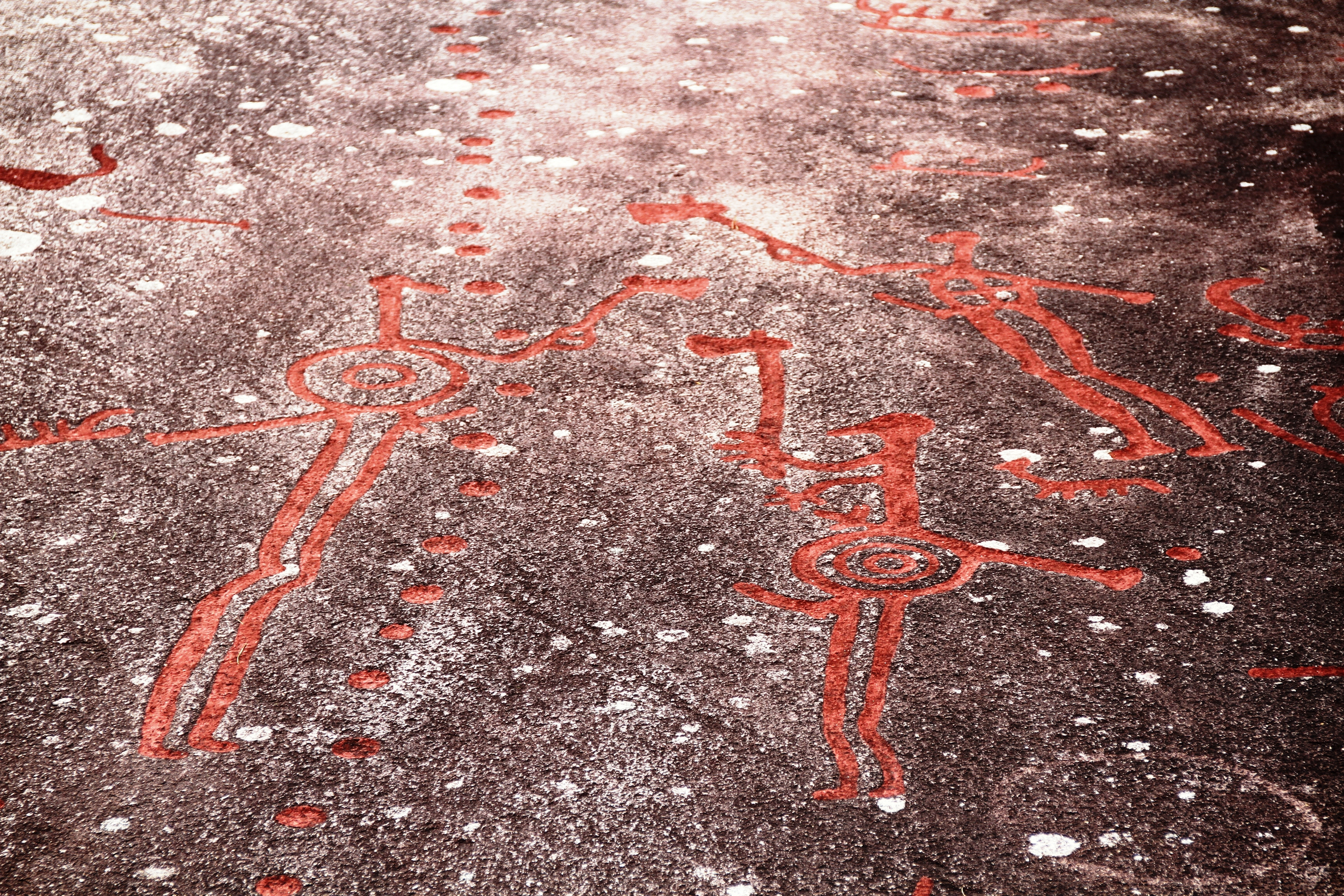
Gravure rupestre de Tanum montrant des personnages ithyphalliques : ces hommes guerriers de l'âge du Bronze scandinave, équipés de boucliers et d'épées, s'affrontent à la hache. Les données archéologiques de cette époque suggèrent que la guerre est alors une affaire d'homme, en lien avec la hiérarchisation de la société.

Le terme conflit préhistorique définit un conflit ayant eu lieu avant l'invention de l'écriture, à la préhistoire.
L'existence - et la définition même - d'hypothétiques conflits comme étant dans l'état de nature de l'humanité était déjà un sujet controversé dans l'histoire des idées au XVIIe siècle puisque Thomas Hobbes, dans Léviathan (1651), soutenait la thèse d'une guerre de tous contre tous, alors que Jean-Jacques Rousseau contestait directement son point de vue dans Discours sur l'origine et les fondements de l'inégalité parmi les hommes (1755) et Du Contrat social (1762). 
Le débat sur la nature humaine se poursuit, couvrant l'anthropologie contemporaine, l'archéologie, l'ethnographie, l'histoire, la science politique, la psychologie, la primatologie et la philosophie dans des livres divers tels que War in Human Civilisation d'Azar Gat ainsi que Warless Societies and the Origin of War de Raymond C. Kelly,. Pour les besoins de cet article, le terme « conflit préhistorique » sera utilisé afin de définir une agression mortelle organisée entre communautés autonomes analphabètes,.

## Paléolithique

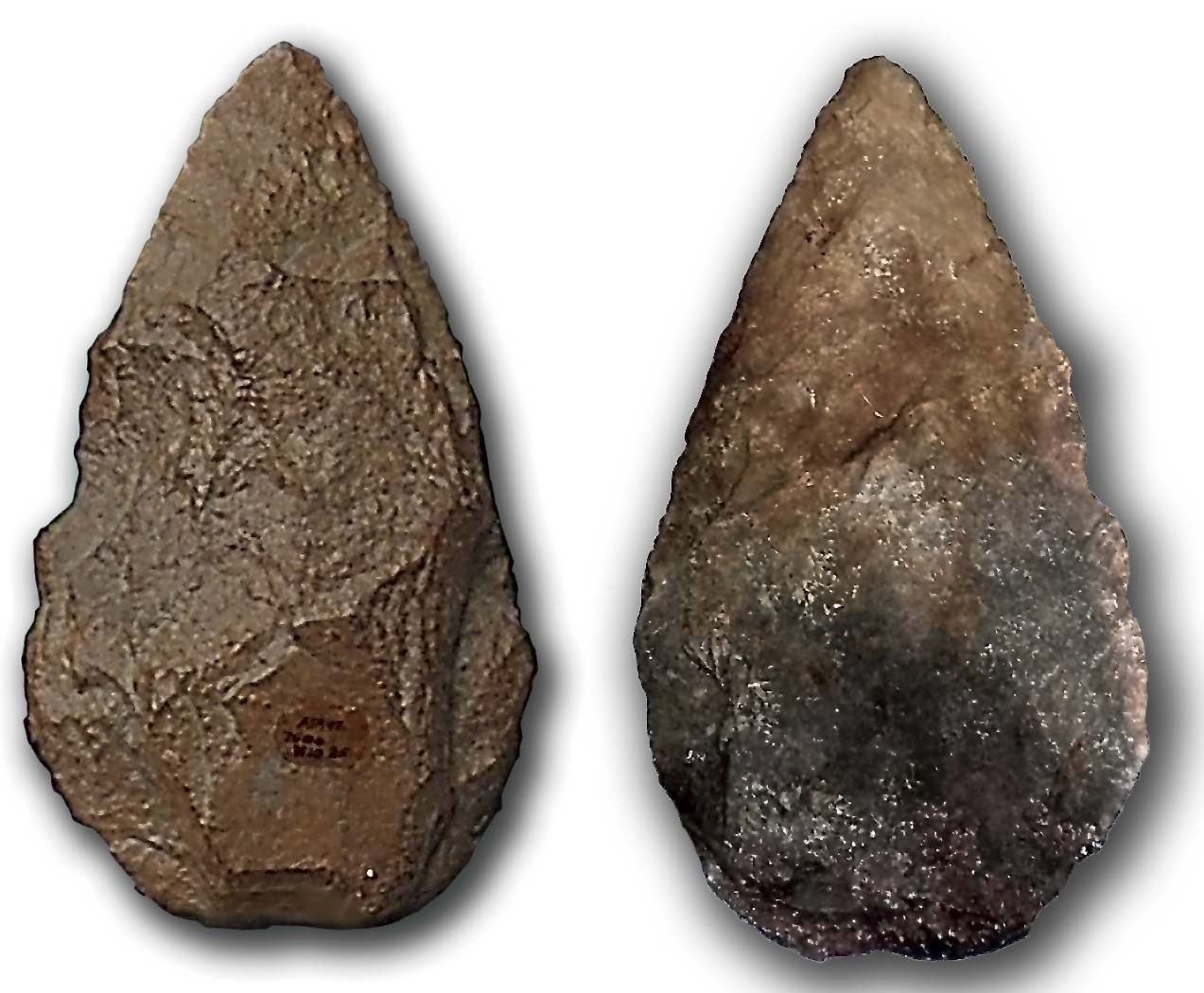
Hache à main en quartzite.

L'archéologie passe de la constatation « des techniques, des habitats, des nécropoles, des façons de vivre et de se nourrir dans un milieu créant un paysage — archéologie « processuelle » —, à une archéologie évènementielle qui fait apparaître les conflits d'époque » selon Guilaine (en 2015).
L'archéologue et historienne Anne Lehoërff (en 2018) rappelle que si la guerre est une composante des sociétés du Paléolithique, elle « ne résout pas cette fausse bonne question de l'idée de violence première chez l'homme, qui relève d'une opposition trop simpliste » entre les modèles du XVIIe siècle, d'un côté celui de Hobbes  de l'homme naturellement violent (le philosophe y voyant un animal sauvage « possessif, agressif, prédateur, ignorant par conséquent toute organisation sociale, et même tout sentiment de sociabilité ») et de l'autre côté celui de Rousseau pour qui il n'y a pas de guerre avant que ne se forment les sociétés car « l'homme est naturellement pacifique et craintif. Au moindre danger, son premier mouvement est de fuir ».
Selon l'anthropologue culturel et ethnographe Raymond C. Kelly (en 2000), la densité de population des premières sociétés de chasseurs-cueilleurs de Homo erectus était probablement assez faible pour éviter les conflits armés. Le développement de la lance, ainsi que les techniques de chasse à l'embuscade ont rendu les potentielles violences entre les groupes de chasseurs très coûteuses en vies, dictant la coopération et le maintien d'une faible densité de population afin de prévenir la naissance d'une concurrence entre les groupes de chasseurs-cueilleurs pour les ressources naturelles. Ce comportement a peut-être accéléré la migration hors d'Afrique de Homo erectus, il y a environ 1,8 million d'années en tant que conséquence naturelle de l'évitement des conflits. Certains chercheurs pensent que cette période de paix précaire dure jusqu'à bien après l'apparition de Homo sapiens, il y a environ 0,2 million d'années, se terminant uniquement à cause de changements économiques et sociaux associés au sédentarisme, lorsque de nouvelles conditions ont incité des incursions organisées contre des villages,. Cependant il est attesté que l'Homo antecessor (environ 850 000 AP) était anthropophage, chassait et mangeait régulièrement jeunes et adolescents rivaux.
Daté entre 200 000 à 150 000 ans AP, l’homme de Maba, crâne humain fossile découvert en 1958 dans une grotte proche de la ville de Shaoguan, dans la province chinoise du Guangdong, présente des traces de blessures au niveau du temporal droit résultant d’un coup porté par un objet contondant en pierre (agression ou accident), auxquelles il aurait survécu. Plus récemment, de 60 000 à 46 900 ans AP, Shanidar I, surnommé « Nandy », un squelette de néandertalien relativement complet découvert dans la grotte de Shanidar dans le Zagros en Irak présente les traces de blessures au niveau de l’os frontal et sur l’orbite gauche, reçues longtemps avant de mourir. Un des néandertaliens découverts sur le site de Krapina, en Croatie et daté de 130 000 ans a subi une blessure résultant d’un choc violent sur le pariétal. À Saint-Césaire en Charente-Maritime, une néandertalienne morte il y a 36 300 ans porte des traces de coups sur le crâne qui auraient entraîné une forte hémorragie et une commotion cérébrale ; elle a survécu quelque temps à sa blessure. Entre 60 000 et 45 000 ans, des néandertaliens à Shanidar et des hommes modernes à Skhul sur le mont Carmel en Israël ont reçu des blessures provoquées par l’impact d’objets pointus, en pierre ou en bois : Shanidar III, un quadragénaire, a la neuvième côte perforée, ce qui a sans doute provoqué un pneumothorax ; Shanidar V est touché au front ; à Skhul, un enfant a la tempe droite perforée et fracturée, un adulte a l’os coxal et la tête de tibia transpercés par une pointe de sagaie en bois durci au feu, et reçoit un coup violent à la tête qui le tue. Dans la grotte des Enfants du site de Balzi Rossi en Italie, un enfant moderne est tué par une pointe d’arme de jet fichée dans sa colonne vertébrale il y a 27 000 ans. Seules les morts violentes de l’homme de Skhul et de l’enfant de Balzi Rossi sont attestées, les autres pouvant être accidentelles, lors de chasses, par exemple.
Parmi les nombreuses peintures rupestres du Paléolithique supérieur, aucune ne représente des êtres humains attaquant d'autres êtres humains,. Le seul art rupestre représentant une forme d’agression entre des chasseurs-cueilleurs provient d'une séquence unique d'Australie du Nord qui a été peinte il y a environ 10 000 ans. La grotte de Pech Merle dans le Lot, dont les peintures sont datées entre 23 000 et 13 000 ans, contient le dessin d'un homme transpercé de quatre traits. Aucune preuve paléontologique ou archéologique n'atteste avec certitude d'une forme de violence entre groupes, et même s'il existe de nombreuses preuves directes ou indirectes de violences volontaires entre humains, la notion même de guerre comme phénomène organisé et potentiellement réccurent est difficile à prouver.

## Épipaléolithique et Mésolithique

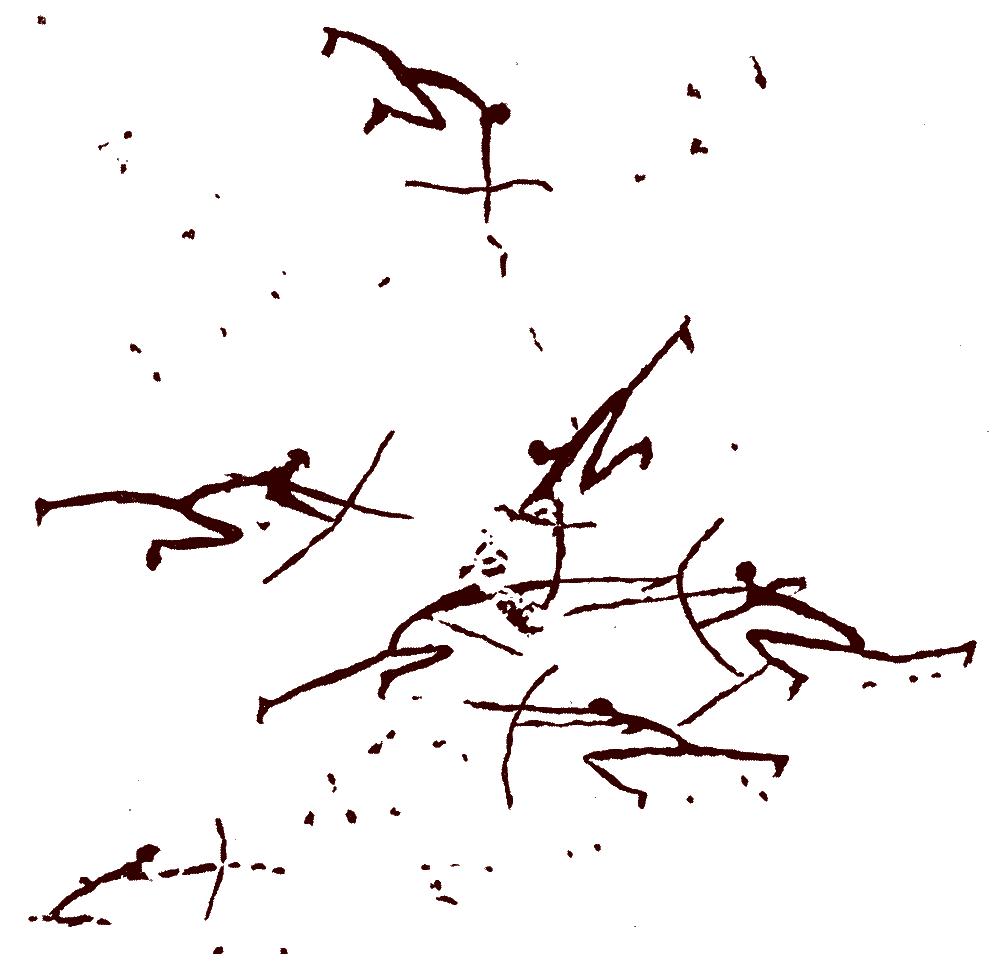
Archers affrontés de la Cueva del Roure, à Morella (Castellón). Les scènes représentées dans les peintures du Levant espagnol au font partie des plus anciennes représentations connues de la guerre

La preuve archéologique la plus ancienne de ce qui pourrait être un massacre préhistorique se trouve sur le site du cimetière 117, datant de l'épipaléolithique. Le cimetière contient un grand nombre de squelettes vieux d'environ 13 000 à 14 000 ans, dont beaucoup présentent des têtes de flèches fichées, ce qui indique que ces individus ont peut-être été victimes d'un conflit. Certains chercheurs doutent de cette conclusion, car les corps, enterrés dans des tombes soigneusement créées, peuvent s'être accumulés pendant de nombreuses décennies, et constituer la preuve d'assassinats d'intrus plutôt que d'un réel conflit. D'autre part, près de la moitié des squelettes appartiennent à des femmes. Les chercheurs ne pensent généralement pas que les femmes aient joué un rôle actif dans d'éventuelles escarmouches. Il a été supposé que ce massacre aurait pu se produire à la suite d'une crise écologique locale.
Sur le site de Nataruk à Turkana, au Kenya, de nombreux restes humains de 10 000 ans ont été découverts avec de possibles blessures traumatiques majeures, dont celles probablement mortelles occasionnées par des lames d'obsidienne retrouvées fichées dans les squelettes. Selon l'étude initiale, la région était un « paysage fécond au bord d'un fleuve comportant une population importante de chasseurs-cueilleurs ». De la poterie a été trouvée, ce qui suggère les pratiques du stockage d'aliments et du sédentarisme,. Le rapport initial a conclu que les corps de Nataruk n'étaient pas enterrés, mais ont été conservés dans leur position initiale, au bord d'une lagune. De plus, des preuves de traumatisme crânien ont été découvertes sur les squelettes. Toutes ces éléments suggèrent qu'un conflit ou un massacre a eu lieu.
Les conflits préhistoriques ont été influencés par le développement de l'arc, de la massue et de la fronde. L'arc semble avoir été l'arme la plus importante dans les premiers conflits. En effet, l'arc permettait de blesser ou tuer un adversaire tout en diminuant considérablement le risque encouru par l'attaquant, par rapport à un combat en mêlée. Bien qu'il n'y ait pas de peintures rupestres de batailles entre des hommes armés de massues, le développement de l'arc est simultané aux premières représentations connues de conflits organisés, consistant en des représentations claires de deux ou plusieurs groupes d'hommes qui s'attaquent. Certaines peintures représentent même des tactiques bien identifiables comme des attaques de flanc et des encerclements.

## Néolithique
Les communautés du Néolithique sont définies comme des sociétés qui cultivent des plantes et fabriquent des outils uniquement à partir de matériaux naturels. Des preuves indiquent que des conflits ont affecté de nombreuses communautés du Néolithique. Le massacre de Talheim et le massacre de Crow Creek en sont les exemples les plus flagrants,.
Selon la préhistorienne Marylène Patou-Mathis et à la lecture des recherches anthropologiques et archéologiques, la guerre ne semble apparaître qu’avec la naissance de l’économie de production et le bouleversement des structures sociales du Néolithique, il y a environ dix mille ans, et la « sauvagerie » des préhistoriques ne serait qu’un mythe forgé au cours de la seconde moitié du XIXe siècle pour renforcer le concept de « civilisation » et le discours sur les progrès accomplis depuis les origines »3.
Entre 5300 et 4950 av. J.-C., le site archéologique d’Herxheim, dans le sud de la Rhénanie-Palatinat, en Allemagne, appartenant à la culture rubanée, livre les traces de pratiques d’anthropophagie rituelle. Dans les fosses entourant le village sont enterrés des fragments osseux humains portant des traces de découpe et de fracturation des os (environ 400 à 450 individus), des ossements d’animaux, des poteries, des outils d’os ou de pierre et de rares objets de parure. Un millier de personnes de tous âges et pour certaines venant de régions éloignées de plusieurs centaines de kilomètres auraient été inhumées sur le site en moins d’un demi-siècle à la suite de rituels codifiés. Il pourrait s’agir de raids guerriers qui auraient consisté à ramener des prisonniers pour les exécuter et les consommer, ou de voyages de personnes s’étant volontairement rendues à Herxheim pour participer à ces cérémonies, y compris à leurs dépens.
Vers 5000 av. J.-C., les restes de 34 personnes tuées de manière violente (neuf hommes, sept femmes et deux adultes de sexe indéterminé, tous âgés de 20 à 60 ans, et 16 enfants et adolescents de deux à 20 ans) ont été découverts en 1983 à Talheim, près de Heilbronn, en Allemagne. La plupart des squelettes avaient reçu des coups d’herminette de pierre emmanchées qui leur avaient fracassé le crâne. Des fragments caractéristiques de la culture rubanée placent les événements au début du Néolithique. Les sites contemporains de Herxheim en Allemagne, ou d’Asparn-Schletz en Basse-Autriche évoquent également des guerres ou des violences internes entre populations.
La sépulture collective de San Juan Ante Portam Latinam à Laguardia (Alava) contient trois cents cadavres et cinquante-cinq armatures de projectiles inhumés entre 3800 et 2800 av. J.-C. Parmi eux se trouvent ceux de neuf hommes présentant des flèches logées dans le squelette. À Roaix, dans le Vaucluse, la mort simultanée d’une quarantaine d'individus vers 2900-2500 av. J.-C., dont un adolescent et deux adultes criblés de flèches, a fait penser à un massacre, une  « couche de guerre », mais une épidémie pourrait expliquer ce drame supposé.
La fosse 157, un ancien silo à grain fouillé en 2012 à Bergheim (Haut-Rhin), daté du Néolithique récent, vers 4000 av. J.-C., contient des restes de deux hommes, deux femmes et de quatre enfants, accompagnés de huit bras gauches sectionnés avec une hache de pierre et qui appartenaient à d’autres individus. Le squelette d’un des hommes est amputé du bras gauche et présente de nombreuses traces de violence sur le crâne et au thorax. Tous les corps ont été jetés sans ménagement au fond de la fosse, qui est restée quelque temps à l’air libre avant d’être refermée, ce qui exclut l’hypothèse de mort d’accompagnement lors d’un rite funéraire. Il pourrait s’agir de victimes d’un conflit inter-communautaire, les bras coupés étant des sortes de trophée. La pratique d’un rite sacrificiel est cependant possible.
Les Maoris de Nouvelle-Zélande se distinguent par les milliers de fortifications qu’ils ont construites afin de renforcer la position d’un groupe dans des combats presque continus sur leurs îles du Pacifique Sud. Dans une ère où les armes de siège restaient rudimentaires et alors que les attaquants avaient des approvisionnements en vivres limités et peu de temps à consacrer au combat, les fortifications étaient un moyen efficace de protéger les individus et le bétail, bien que les champs et les maisons fussent probablement pillés par les assaillants. Ces fortifications démontrent qu’il y avait une organisation sociale considérable dans les sociétés des peuples préhistoriques. Ce modèle ethnographique est une preuve indirecte en faveur de l’hypothèse selon laquelle ces communautés étaient capables de mener un conflit organisé.

## Chalcolithique et Âge du bronze

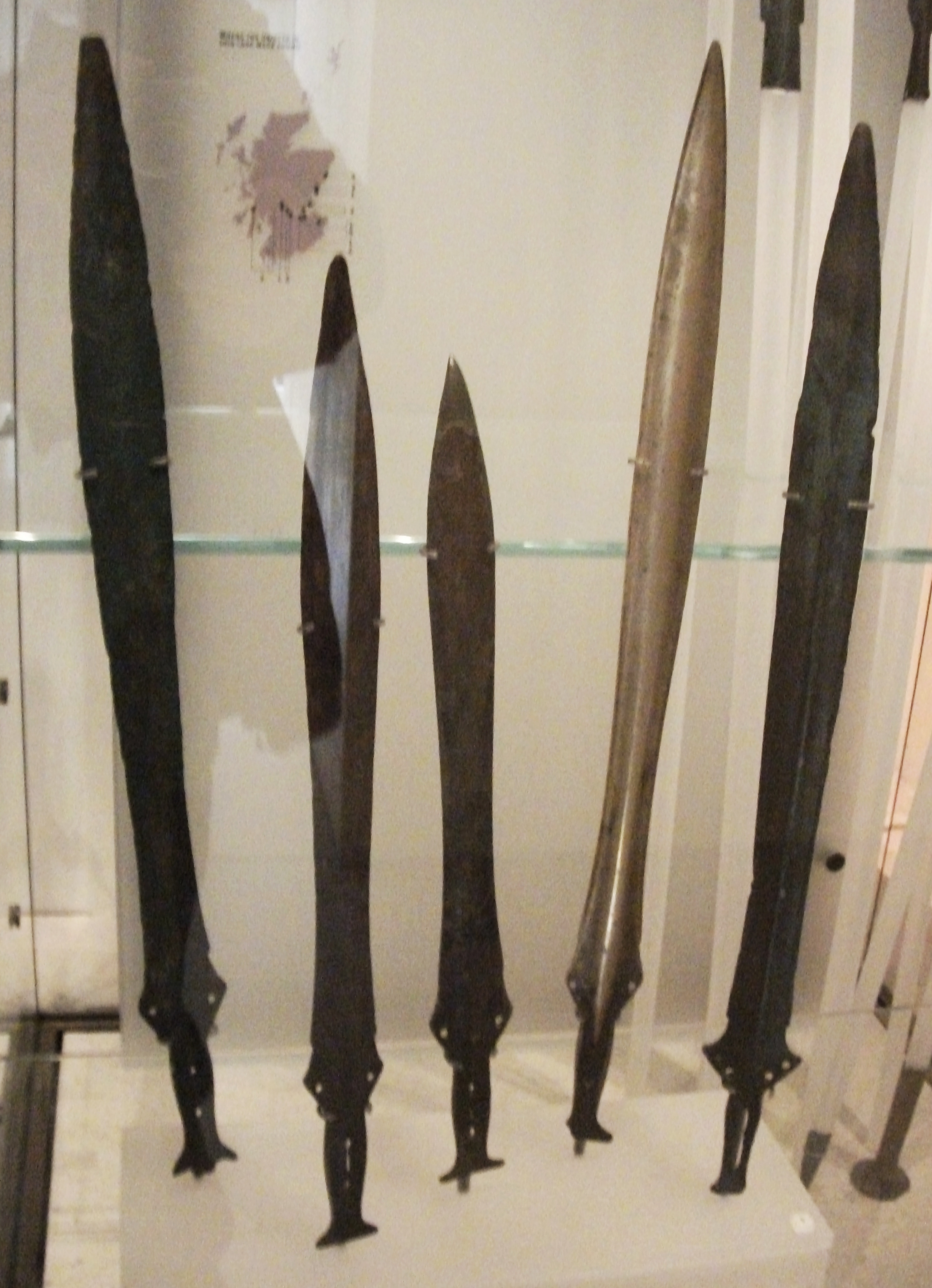
Épées de bronze au Musée National d'Écosse.

Le début du Chalcolithique (Âge du cuivre) a vu naître le développement de poignards, de haches et d'autres objets en cuivre. Pour la plupart, ces objets étaient trop coûteux et trop malléables pour servir au combat. Ils sont considérés par de nombreux spécialistes comme des objets cérémoniels. Ce n'est qu'avec le développement d'alliages plus résistants de cuivre et d'arsenic ou d'antimoine puis de bronze que les armes métalliques sont devenues monnaie courante. De plus alors que les conflits plus anciens se déroulaient à distance ainsi que l'attestent les représentations graphiques de groupes d'archers face à face, le développement d'armes de corps-à-corps est le signe de combats rapprochés. Cela contribue également à de profondes modifications de la société : notamment l'apparition d'une économie permettant la production de telles armes et l'exaltation de la vaillance individuelle.  
Les travaux de fouilles entrepris en 2005 et 2006 ont montré que Hamoukar a été ravagée par la guerre aux environs de 3500 av. J.-C. - probablement la plus ancienne guerre urbaine attestée jusqu'à présent, du moins dans le Proche-Orient. La poursuite des fouilles en 2008 et en 2010 confirme ces faits.
Les conquêtes militaires des cités-états par les Égyptiens augmentent leur zone d'influence. Babylone et plus tard l'Assyrie ont construit des empires en Mésopotamie tandis que l'Empire hittite a dominé une grande partie de l'Anatolie. Les chars apparaissent au XXe siècle av. J.-C. et deviennent essentiels à la guerre dans l'ancien Proche-Orient du XVIIe siècle av. J.-C. Les invasions Hyksos et Kassites marquent la transition vers l'âge du bronze tardif. Ahmôsis Ier vainquit les Hyksos et rétablit le contrôle égyptien sur la Nubie et Canaan, territoires encore défendus par Ramsès II à la bataille de Qadesh, la plus grande bataille de chars de l'histoire. Les raids des Peuples de la mer et la désintégration renouvelée de l'Égypte dans la troisième période intermédiaire marquent la fin de l'âge du bronze.
Les Grecs mycéniens (environ 1600-1100 av. J.-C.) investirent dans le développement d'infrastructures militaires, tandis que la production militaire et la logistique étaient directement dirigées par le Palais. La pièce la plus identifiable de l'armure mycénienne était le casque en défenses de sanglier. En général, la plupart des caractéristiques de la panoplie d'hoplite de l'Antiquité grecque classique étaient déjà connues de la Grèce mycénienne.
L'âge du bronze en Chine traverse les périodes protohistoriques et historiques. Des conflits réunissant infanterie et chariots eurent lieu régulièrement entre les puissances de la plaine du nord de la Chine.

## Âge du fer
Les événements de l'âge du fer comme l'invasion dorienne, le colonialisme grec et leurs interactions avec les forces phéniciennes et étrusques se situent dans la période préhistorique. Les communautés guerrières germaniques de la période migratoire s’engageaient dans des guerres endémiques (voir aussi Thorsberg moor). La guerre anglo-saxonne n'est pas à la fine pointe de l'historicité, car son étude repose principalement sur l'archéologie avec l'aide de comptes écrits fragmentés.

## Conflit endémique
Dans les cultures guerrières, la guerre est souvent ritualisée avec un certain nombre de tabous et de rituels qui limitent le nombre de victimes et la durée du conflit. Avec les sociétés tribales engagées dans des guerres endémiques, les conflits peuvent occasionnellement se transformer en guerres totales pour des raisons telles que l'appropriation de ressources ou pour aucune raison compréhensible.